# Rosa Kerschbaumer-Putjata
Rosa Kerschbaumer-Putjata, född 1851, död 1923, var en rysk-österrikisk läkare i oftalmologi. 
Hon läste medicin i Zürich och Bern eftersom det inte var tillåtet för kvinnor att göra det i Ryssland, och blev doktor i oftalmologi 1876. Hon öppnade 1877 en ögonklinik i Salzburg. Hon fick 1890 tillstånd av kejsar Franz Joseph att fortsätta driva kliniken, trots att kvinnor inte fick studera medicin och därmed inte verka som läkare i Österrike förrän 1893. 